# Landesregierung Wallnöfer III
Die Landesregierung Wallnöfer III bildete die Tiroler Landesregierung während der VII. Gesetzgebungsperiode unter Landeshauptmann Eduard Wallnöfer zwischen dem 20. Oktober 1970 und dem 1. Juli 1975.
Nach der Landtagswahl 1970 wurde das Regierungsteam von acht auf sieben Mitglieder verkleinert. Dies führte neben den Verlusten der Österreichischen Volkspartei (ÖVP) bei der Landtagswahl dazu, dass das Regierungsteam der ÖVP von sechs auf fünf Mitglieder schrumpfte. Die ÖVP stellte in der Folge den Landeshauptmann, einen Landeshauptmann-Stellvertreter und drei Landesräte. Auch die Sozialdemokratische Partei Österreichs (SPÖ) war auf Grund des Proporzsystems mit einem Landeshauptmann-Stellvertreter in der Landesregierung vertreten, zudem stellte die SPÖ einen Landesrat. Gegenüber der Vorgängerregierung Landesregierung Wallnöfer II war es in mehreren Positionen zu Änderungen gekommen. Herbert Salcher (SPÖ) übernahm die Funktion des Landeshauptmann-Stellvertreters von seinem Parteikollegen Karl Kunst, der nicht mehr der neuen Regierung angehörte. Auch die ÖVP-Landesräte Robert Lackner, Adolf Tropp,air und Reinhold Unterweger gehörten nicht mehr dem Regierungsteam an. Dafür wurden Luis Basseti und Alois Partl als neue ÖVP-Landesräte angelobt.
Während Landeshauptmann Wallnöfer mit 32 der 36 möglichen Stimmen, bei vier ungültigen Stimmen, gewählt wurde, erfolgte die Wahl der übrigen Regierungsmitglieder nach dem Verhältniswahlrecht durch die schriftliche Nominierung der Regierungsmitglieder durch die zwei Landtagsklubs von ÖVP und SPÖ.

## Regierungsmitglieder
| Amt                                    | Name             | Partei | Geschäftsfelder |
| -------------------------------------- | ---------------- | ------ | --------------- |
| Landeshauptmann                        | Eduard Wallnöfer | ÖVP    |                 |
| Erster Landeshauptmann-Stellvertreter  | Fritz Prior      | ÖVP    |                 |
| Zweiter Landeshauptmann-Stellvertreter | Herbert Salcher  | SPÖ    |                 |
| Landesrat                              | Luis Bassetti    | ÖVP    |                 |
| Landesrat                              | Karl Erlacher    | ÖVP    |                 |
| Landesrat                              | Alois Partl      | ÖVP    |                 |
| Landesrat                              | Rupert Zechtl    | SPÖ    |                 |